# Ritchie Blackmore

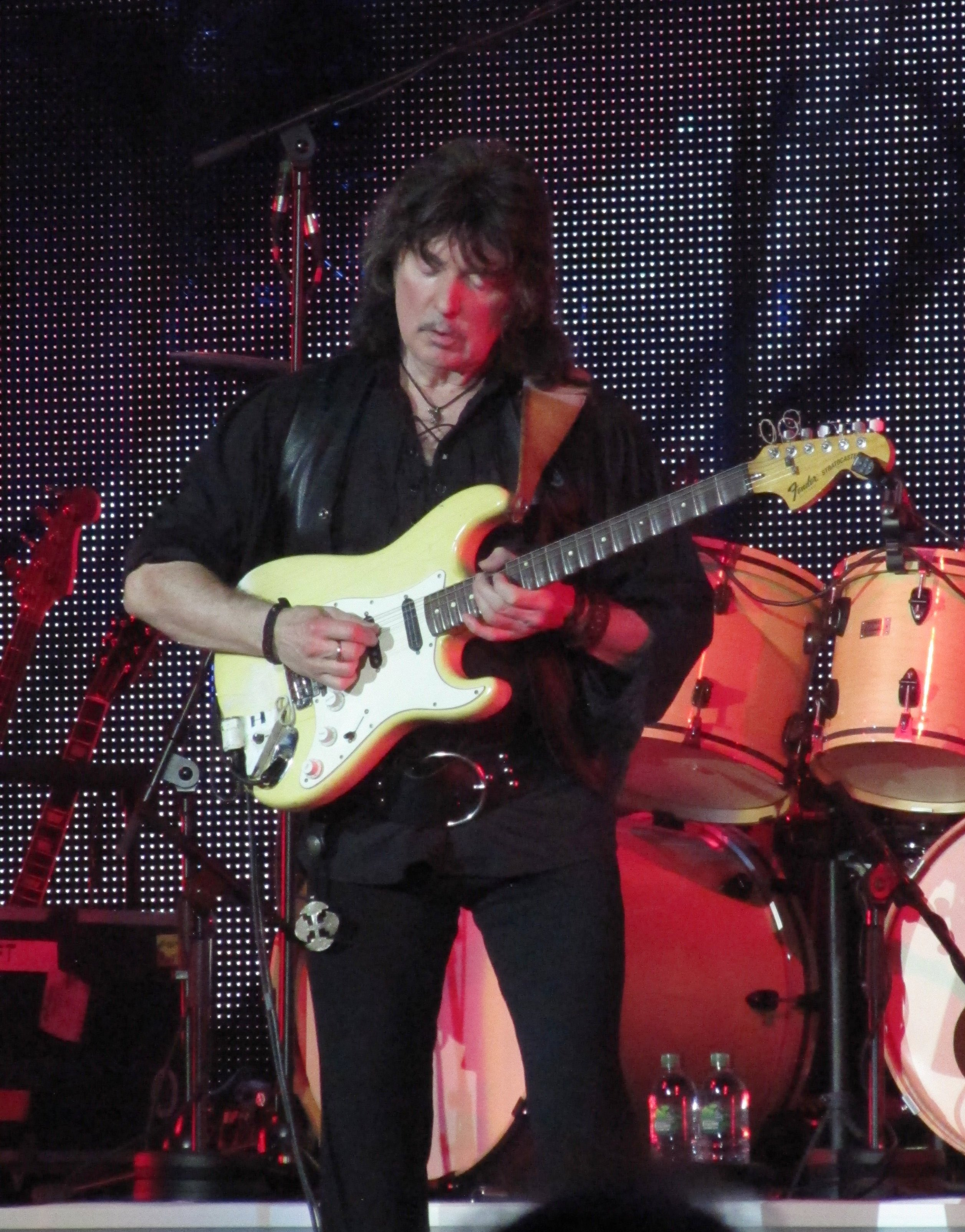
Ritchie Blackmore, 2017

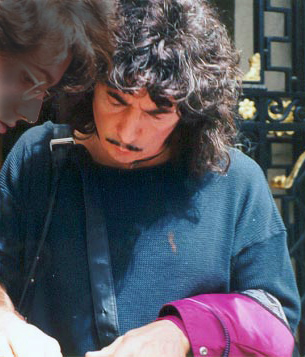
Ritchie Blackmore, 1997

Ritchie Blackmore (* 14. April 1945 in Weston-super-Mare, North Somerset); eigentlich Richard Hugh Blackmore, ist ein britischer Gitarrist und Songwriter. Blackmore gelangte vor allem als Gründungsmitglied der 1968 gegründeten Hardrockband Deep Purple zu Berühmtheit, in der er mittels seiner Spielweise sowie der Vermischung von klassischen Melodien mit Rock und Blues viele Merkmale des Hard Rock und Heavy Metal legte. Nach dem Ausstieg bei Deep Purple gründete er 1975 die Hardrockband Rainbow, in der er seine musikalischen Vorstellungen weiterentwickeln konnte. Als Gitarrist beeinflusste Blackmore mittels seiner hervorragenden Spieltechnik unter anderem die Gruppen der New Wave of British Heavy Metal. Er gilt auch als Pionier des musikalischen Genres Neoklassischer Metal. Im Jahr 1997 gründete er zusammen mit seiner Ehefrau Candice Night die Folkrockband Blackmore’s Night. Blackmore formierte 2016 die zwischenzeitlich aufgelöste Band Rainbow wieder mit neuen Musikern, bestehend teilweise aus Blackmore’s-Night-Musikern und dem chilenischen Sänger Ronnie Romero.

## Leben und Musik
Als Blackmore elf Jahre alt war, kaufte ihm sein Vater seine erste Gitarre, auf der Blackmore zunächst ein Jahr lang klassischen Gitarrenunterricht bekam, was seinen Stil bis heute stark beeinflusst hat: „If I was going to play this thing, he was either going to have someone teach it to me properly, or he was going to smash me across the head with it. So I actually took the lessons for a year – classical lessons – and it got me on to the right footing, using all the fingers and the right strokes of the plectrum and the nonsense that goes with it.“
In einem Interview nannte er Duane Eddy als sein erstes Idol.
In den 1960er Jahren spielte er zunächst in einigen weniger bekannten Bands, wie z. B. The Outlaws (siehe Heinz (Sänger)). Unter den Musikproduzenten hatte sich sein Können bald herumgesprochen und so war er oft als ungenannter Studiogitarrist auf unzähligen Singles als Begleitmusiker zu hören. Insbesondere mit dem Produzenten Joe Meek arbeitete er häufig zusammen. Neben vielen anderen Bands und Interpreten begleitete er mehrfach den britischen Schockrocker Screaming Lord Sutch.

### Deep Purple

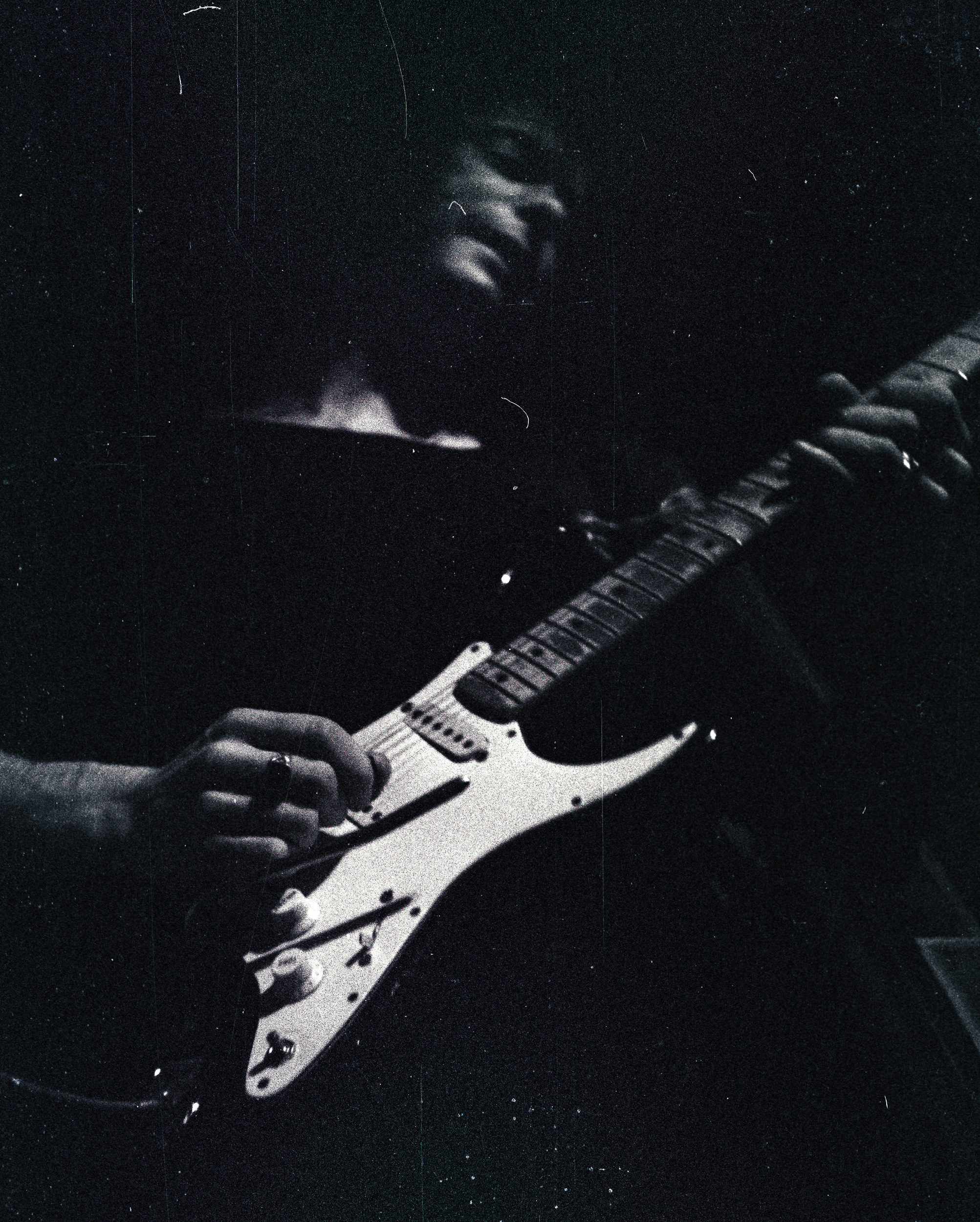
Deep Purple, Ritchie Blackmore 1970

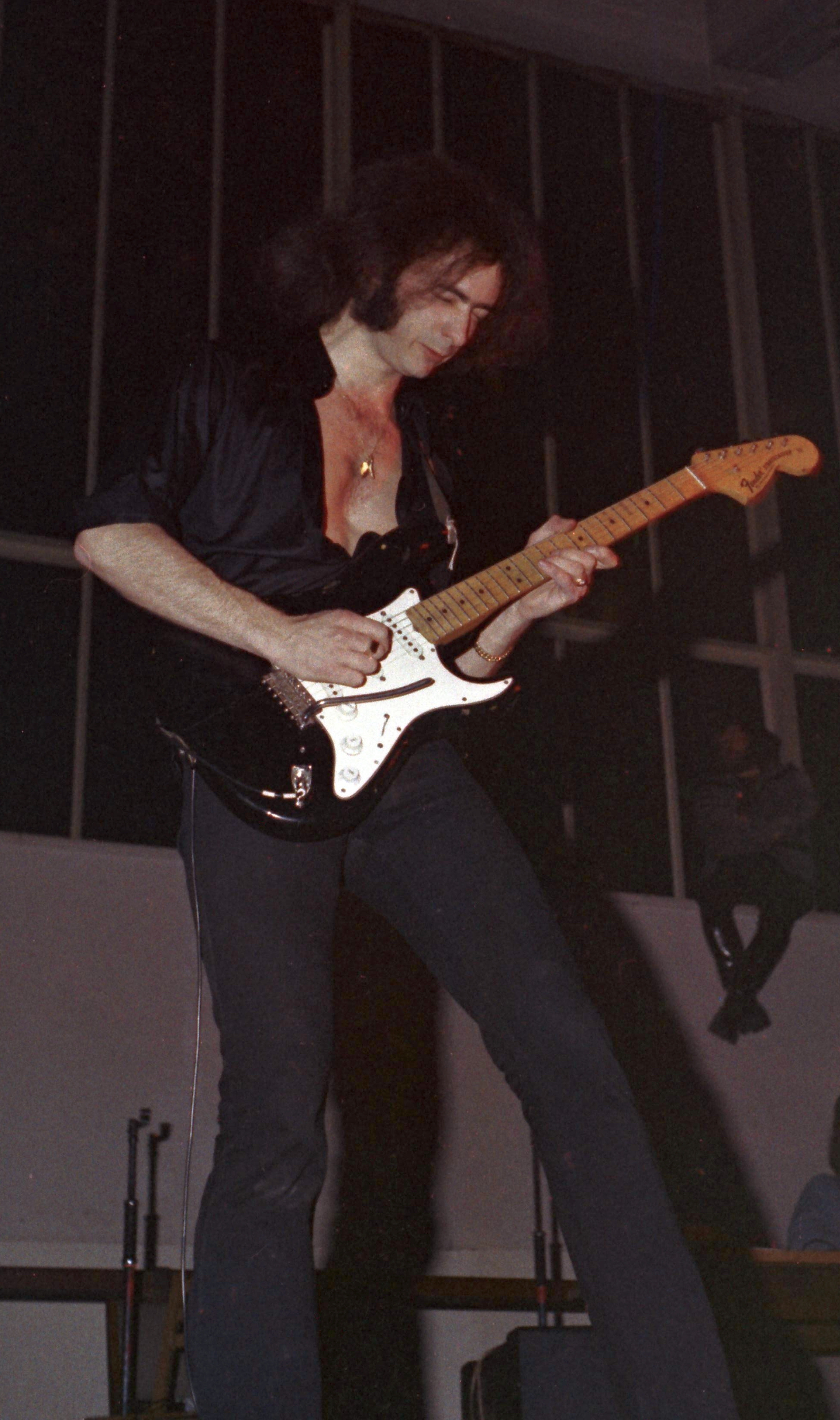
Ritchie Blackmore 1971

Ende des Jahres 1967 gründete Blackmore zusammen mit dem Keyboarder Jon Lord die Band Roundabout, aus der im April des folgenden Jahres Deep Purple hervorging. Anfangs spielte er eine Gibson ES-335, wechselte dann aber zur Fender Stratocaster als bevorzugtes Instrument. Mit seinem eigenwilligen, druckvoll-virtuosen Stil beeinflusste er eine ganze Generation von Rockgitarristen. Dabei erfand er einerseits sehr eingängige Riffs (Black Night, Smoke on the Water, Woman from Tokyo), brillierte andererseits aber mit ebenso melodiösen wie schnellen Solopassagen (Speed King, Child In Time, Highway Star, Burn), die sich bei Livekonzerten oft über viele Minuten hinzogen. Die Zwischenräume zwischen den Bundstäbchen seiner Stratocaster sind konkav ausgehöhlt (scalloped), um ein sauberes Vibrato mit den Fingern erzeugen zu können. Um einen besseren Sound zu erreichen, veränderte Blackmore oft die Tonabnehmer seiner Gitarren. Auch verwendet er häufiger als viele andere Gitarristen beim Spiel den Daumen und kleinen Finger der linken Hand.
Bei aller Anerkennung seiner Begabung galt Blackmore über lange Zeit als schwierige und streitbare Persönlichkeit. Sein exzentrisches – nach eigener Aussage von Screaming Lord Sutch beeinflusstes – Bühnenverhalten kann am besten anhand von Deep Purples Auftritt beim California Jam (1974) illustriert werden: Nach Streitigkeiten mit dem Fernsehsender ABC verlor Ritchie Blackmore am Ende des Konzerts die Beherrschung und schlug mit dem Kopf seiner Gitarre auf das Objektiv einer Fernsehkamera ein. Anschließend ließ er einen seiner drei Marshall-Türme von seinem Roadie in Brand setzen; durch die Verwendung von zu viel Benzin als Brandbeschleuniger geriet die Situation jedoch außer Kontrolle und endete in einer heftigen Verpuffung; die demolierten Teile des Equipments warf Blackmore anschließend ins Publikum. Insgesamt zerstörte Blackmore bei diesem Auftritt zwei seiner Gitarren, allerdings handelte es sich dabei um Stratocaster-Replicas. Im Jahr 1975 verließ er Deep Purple und gründete Rainbow; sein Nachfolger als Gitarrist wurde Tommy Bolin. Nachdem sich Deep Purple 1976 zwischenzeitlich aufgelöst hatte, initiierte Blackmore im Jahr 1984 die Reunion der Band.
Als es erneut zu Konflikten zwischen dem Sänger Ian Gillan und Ritchie Blackmore kam, entschloss sich Blackmore 1993, die Band ein zweites Mal zu verlassen, diesmal endgültig. Sein letztes Konzert mit Deep Purple gab er am 17. November 1993 in Helsinki.

### Rainbow

Ritchie Blackmore bei einem Auftritt in Bad Wörishofen, 1996

Schon im Jahr 1975 beendete Blackmore nach Streitigkeiten zunächst sein Engagement bei Deep Purple, unter anderem, weil die übrigen Bandmitglieder sich beharrlich weigerten, den Song Black Sheep of the Family zu covern. Jedoch war es bereits während der Aufnahmen für das Album Stormbringer zu musikalischen Differenzen zwischen Blackmore und dem Rest der Band gekommen. Daraufhin gründete Blackmore die Rockband Rainbow (indem er Musiker aus der Band Elf, bestehend aus bekannten Rockmusikern wie Ronnie James Dio rekrutierte), die besonders auf dem deutschen Markt kommerzielle Erfolge zu verbuchen hatte, um dann – nach Spannungen zwischen Bandmitgliedern – später wieder mit Deep Purple in einer Reunion zusammen zu spielen (1984–1993). Aus dieser Zeit stammt auch Blackmores Angewohnheit, den Schlusssatz Ode an die Freude aus Beethovens 9. Sinfonie bei vielen Konzerten in Verbindung mit einem ausgedehnten Gitarrensolo bei Rainbow und Blackmore’s Night, bzw. ein Gitarren- und Orgelsolo bei Deep Purple vorzutragen.
1995 wurde Rainbow wiederbelebt, erneut unter dem Namen Ritchie Blackmore’s Rainbow. In dieser Zeit wurde das achte Studioalbum Stranger In Us All veröffentlicht. Seine spätere Partnerin, Lebensgefährtin und Ehefrau Candice Night ist auf diesem Album als Backgroundsängerin zu hören. Sie wirkte unter anderem als Songwriterin bei einigen Stücken mit. Das letzte Konzert dieser Tour und Ära gab Ritchie Blackmore mit seiner Band auf einem Festival in Esbjerg am 31. Mai 1997.
Im Juni 2016 wurden drei Konzerte unter einer komplett neuen Besetzung gespielt. Diese wurde von Publikum und Kritikern positiv wahrgenommen. Da es im Vorfeld eine Andeutung von Blackmore gab, bei guter Stimmung zwischen Band und Publikum eventuell mehr als diese drei Konzerte zu machen, ist die Band bis heute aktiv.

### Blackmore’s Night
Seit 1997 spielt Ritchie Blackmore zusammen mit seiner Ehefrau und Sängerin in der Renaissance-Rockband Blackmore’s Night, die insbesondere in der deutschen Mittelalterszene sehr populär wurde. Alte Burgen und Schlösser sind dabei oft Aufführungsorte. Häufig wurde er dabei von der deutschen Mittelaltermusik-Formation Geyers als Vorgruppe begleitet.
Das Lied Loreley vom Album Ghost of a Rose (2003, SPV) wurde als Titelmusik zur ProSieben-Serie Die Burg verwendet.

### Privatleben
Im Mai 1964 heiratete Blackmore Margit Volkmar (* 3. Januar 1945) aus Deutschland. In den späten 1960er Jahren lebten sie in Hamburg. Aus dieser Ehe stammt der 1964 geborene Sohn Jürgen Blackmore, der ebenfalls Gitarrist ist. Nach der Scheidung heiratete er im September 1969 Bärbel Hardie, eine ehemalige Tänzerin. Die Ehe hielt bis in die frühen 1970er Jahre. Durch die Jahre in Deutschland versteht er Deutsch.
Blackmore ist seit Oktober 2008 in vierter Ehe mit Candice Night verheiratet und lebt auf der US-amerikanischen Insel Long Island (New York). Seit Mitte 2010 sind Ritchie Blackmore und Candice Night Eltern einer Tochter (Autumn Esmerelda), der sie ihr Album Autumn Sky widmeten, das während Candices Schwangerschaft entstand, und seit dem 7. Februar 2012 eines Sohnes: Rory Dartanyan.

### Spieltechnik und Equipment
Blackmore gilt als Gitarrenvirtuose sowohl auf der E-Gitarre als auch auf akustischen Saiteninstrumenten.
Anders als die meisten Rockgitarristen spielt er häufig auch im klassischen Stil sowie in ausgefallenen, teils mittelalterlichen, teils orientalisch anmutenden Tonleitern.
Blackmore ist auch für sein geschmackvolles Slide-Gitarrenspiel bekannt, das er bei Rainbow und Blackmore's Night einsetzt, z. B. in den Rainbow-Songs Catch the rainbow oder Temple of the king.
Er bevorzugt seit den Siebzigerjahren E-Gitarren des Modells Fender Stratocaster und Verstärker der Marke Marshall, heutzutage der Marke Engl. Seine Hauptgitarre ist zusätzlich mit einem Gitarren-Synthesizer-Tonabnehmer ausgestattet. Am Anfang seiner Karriere benutzte er hauptsächlich eine Gibson ES-335 E-Gitarre. Diese wurde auch im Studio noch später eingesetzt, so z. B. bei Child in Time.

## Zitate
„Viele Menschen fragen mich: ‚In welche Richtung willst Du? Was ist Deine Botschaft?‘ Ich habe keine Botschaft, außer viel zu trinken. Und ich habe keine Ahnung wohin ich gehe, ich spiele einfach – und das seit mehr als 50 Jahren.“

## Bandmitgliedschaft
Bandmitgliedschaft

## Ranglistenplätze
Der Rolling Stone listete Blackmore 2011 auf Rang 50 der 100 größten Gitarristen aller Zeiten. In einer Liste aus dem Jahr 2003 hatte er Rang 55 belegt.

## Diskografie (Auszug)

### Deep Purple
- Shades of Deep Purple (1968)
- The Book of Taliesyn (1968)
- Deep Purple (1969)
- Concerto for Group and Orchestra (1969)
- Deep Purple in Rock (1970)
- Fireball (1971)
- Machine Head (1972)
- Made in Japan (Live 1972)
- Who Do We Think We Are (1973)
- Burn (1974)
- Stormbringer (1974)
- Made In Europe (Live 1976)
- Perfect Strangers (1984)
- The House of Blue Light (1987)
- Nobody’s Perfect (Live 1987)
- Slaves and Masters (1990)
- The Battle Rages On (1993)
- Come Hell or High Water (Live 1994)
- Perfect Strangers Live 1984 (CD/DVD 2013)

### Rainbow
- Ritchie Blackmore’s Rainbow (1975)
- Rising (1976)
- On Stage (1977)
- Long Live Rock’n’Roll (1978)
- Down to Earth (1979)
- Difficult to Cure (1981)
- Straight Between The Eyes (1982)
- The Best of Rainbow (1981)
- Bent Out of Shape (1983)
- Finyl Vinyl (1986)
- Live in Germany 1976 (1990)
- Stranger in Us All (1995)
- Catch the Rainbow: The Anthology (2003)
- Live – Kölner Sporthalle 25. September 1976 (2006)
- Live – Düsseldorf Philipshalle 27. September 1976 (2006)
- Live – München Olympiahalle 20. Oktober 1977 (2006)
- Ritchie Blackmore’s Rainbow – Live at Budokan, Tokio 1984 (2006 by masterplan)
- Live – Nürnberg Messezentrum 28. September 1976 (2007)
- Ritchie Blackmore’s Rainbow – Black Masquerade Live in Düsseldorf 1995 (CD/DVD 2013)
- Memories in Rock (CD/DVD 2016)
- Live in Birmingham 2016 (2017)
- Memories in Rock II (CD/DVD 2018)

### Blackmore’s Night
- Shadow of the Moon (1997)
- Under a Violet Moon (1999)
- Fires at Midnight (2001)
- Minstrels and Ballads (2001)
- Past Time With Good Company (2002)
- Ghost of a Rose (2003)
- Best of Blackmore’s Night (2003)
- Beyond the Sunset – The Romantic Collection (2004)
- The Village Lanterne (2006)
- Winter Carols (2006–2007)
- Paris Moon (2. November 2007) DVD & CD
- Secret Voyage (27. Juni 2008)
- Autumn Sky (3. September 2010)
- Dancer and the Moon (14. Juni 2013)
- All Our Yesterdays (18. September 2015)
- Nature's Light (12. März 2021)

### Diverse
- Take It!-Sessions 63/68 (1994)